# Triệu Thế Hùng
Triệu Thế Hùng (sinh ngày 14 tháng 8 năm 1971) là một chính trị gia người Việt Nam. Ông hiện là Phó Chủ nhiệm Ủy ban Văn hóa, Giáo dục của Quốc hội và là Đại biểu Quốc hội khóa XV.
Ông từng là Phó Bí thư Tỉnh ủy, Bí thư Ban Cán sự Đảng, Chủ tịch Ủy ban nhân dân tỉnh Hải Dương, Ủy viên Ủy ban Văn hóa, Giáo dục của Quốc hội.

## Xuất thân
Triệu Thế Hùng quê quán ở xã Tân Triều, huyện Thanh Trì, TP Hà Nội.

## Giáo dục
- Giáo dục phổ thông: 12/12
- Cử nhân Nghệ thuật
- Thạc sĩ Nghệ thuật học
- Tiến sĩ Văn hóa học
- Phó giáo sư
- Cao cấp lí luận chính trị

## Sự nghiệp
Ông gia nhập Đảng Cộng sản Việt Nam vào ngày 24/12/2006.
Khi lần đầu được trung ương giới thiệu ứng cử đại biểu Quốc hội Việt Nam khóa XIV vào tháng 5 năm 2016 ông đang giữ chức Hàm Vụ trưởng Vụ Văn
hóa, Giáo dục, Thanh niên, Thiếu niên và Nhi đồng, Văn phòng Quốc hội; Ủy viên thư ký kiêm nhiệm Ban chỉ đạo Công nghệ thông tin của cơ quan Đảng, làm việc ở Văn phòng Quốc hội Việt Nam, có bằng cao cấp lí luận chính trị.
Ông đã trúng cử đại biểu Quốc hội năm 2016 ở đơn vị bầu cử số 1, tỉnh Lâm Đồng gồm có thành phố Đà Lạt và các huyện: Lạc Dương, Đơn Dương, Đức Trọng, được 310.140 phiếu, đạt tỷ lệ 82,66% số phiếu hợp lệ.
Ông nguyên là Phó Chủ nhiệm Ủy ban Văn hóa, Giáo dục, Thanh niên, Thiếu niên và Nhi đồng của Quốc hội; Ủy viên thư ký kiêm nhiệm Ban chỉ đạo Công nghệ thông tin của cơ quan Đảng thuộc Ban chấp hành Trung ương Đảng, Phó Chủ tịch Nhóm nghị sĩ hữu nghị Việt Nam - Chile.
Ngày 10 tháng 5 năm 2020, ông được Ban Bí thư TW Đảng điều động làm Phó Bí thư Tỉnh ủy Hải Dương.
Ngày 26 tháng 10 năm 2020, tại Đại hội lần thứ XVII của Đảng bộ tỉnh Hải Dương, Ông được bầu làm Phó Bí thư Tỉnh ủy Hải Dương và được phân công Phó Bí thư Thường trực Tỉnh ủy.
Ngày 29 tháng 6 năm 2021, Tại kỳ họp thứ nhất HĐND tỉnh Hải Dương khóa XVII, ông Triệu Thế Hùng, phó bí thư Tỉnh ủy, đã được HĐND tỉnh bầu giữ chức chủ tịch UBND tỉnh khóa XVII, nhiệm kỳ 2021 - 2026 với số phiếu tín nhiệm 100%.
Ngày 8 tháng 7 năm 2021, Tại Quyết định 1088/QĐ-TTg, Thủ tướng Chính phủ Phạm Minh Chính phê chuẩn kết quả bầu chức vụ Chủ tịch UBND tỉnh Hải Dương nhiệm kỳ 2021-2026 đối với ông Triệu Thế Hùng, Phó Bí thư Tỉnh ủy Hải Dương nhiệm kỳ 2020-2025.